# Hurok- és láncöltés
A hurok- és láncöltés mint hímzőöltés az anyagszélek eldolgozási, összeerősítési technikájából fejlődött ki. Eltér a lapos öltéstől annyiban, hogy leöltés előtt hurkot képezünk, amelyen a tűt átvezetjük. Közismert elnevezések például a gomblyukvarrás, vagy pelenkaöltés.

Hurokvarrás, virágminta

## Huroköltés vagy farkasfog
A huroköltés vagy farkasfog anyagszélek eldolgozására való. A tűvel alulról átszúrjuk az alapanyagot a szélétől kb. 0,5 cm-re, majd a bal kéz hüvelykujjával a fonalat az anyag széle felé, kissé balra hajtva lefogjuk, és a kezdőöltés mellé leöltve az ujjunk mellett képződött hurokba vezetjük a hímzőszálat, óvatosan meghúzzuk, s egyben az anyagszélét is befogjuk az öltéssel. A hurok az anyag szélén képződik. A huroköltések hosszúságától, a hurkolás módjától függően változatos szegőminták alakulnak ki.

## Összehurkolás
Anyagszélek összehurkolása vagy kötése a következőképpen történhet: A két összedolgozandó anyagot egymás mellé helyezzük úgy, hogy köztük csak keskeny rés maradjon, s a végeiket lapos öltéssel erősítjük össze. Utána bal kézzel megfogjuk az összeerősített résznél az anyagot, miközben másik felét a térdünk közé fogjuk, így akadályozva meg a szétcsúszást. Ezután az előkészítés után váltakozva, hol az egyik, hol a másik anyagszélbe öltünk, mindig a vászon pereme felé szúrva a tűt, mely alá állandóan odahajtjuk a hímzőszálat, hogy hurok képződjön.

## Láncöltés
A láncöltés képzésénél az anyag színére húzott hímzőfonalat magunk felé, és balra hajtva a bal hüvelykujjal lefogjuk, az öltés tövébe visszaszúrva, attól kis távolságra testünk irányába felöltünk. A hímzőfonal a tű hegye alá kerül, és kihúzás után láncszem képződik, amelyet lazára hagyunk, hogy ne húzza össze az anyagot. Utána a láncszem közepén lévő hímzőszál tövébe öltünk ismét lefogva a hímzőszálat. a fonalat a láncszem görbülete után kis távolságra

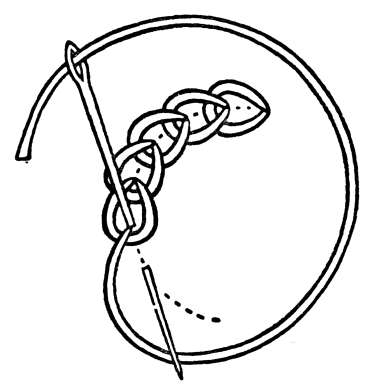
Zárt láncöltés

felvezetjük, így újabb huroköltés képződik, amely lefogja az előző szemet és indítja a következőt.

### Nyújtott vagy lusta láncöltés
A nyújtott vagy lusta láncöltés teljesen azonos az alapláncöltéssel, mindössze hosszabbakat öltünk, ettől a mintakép zsinórosan hímzett száröltéshez lesz hasonló.

### Nyitott láncöltés

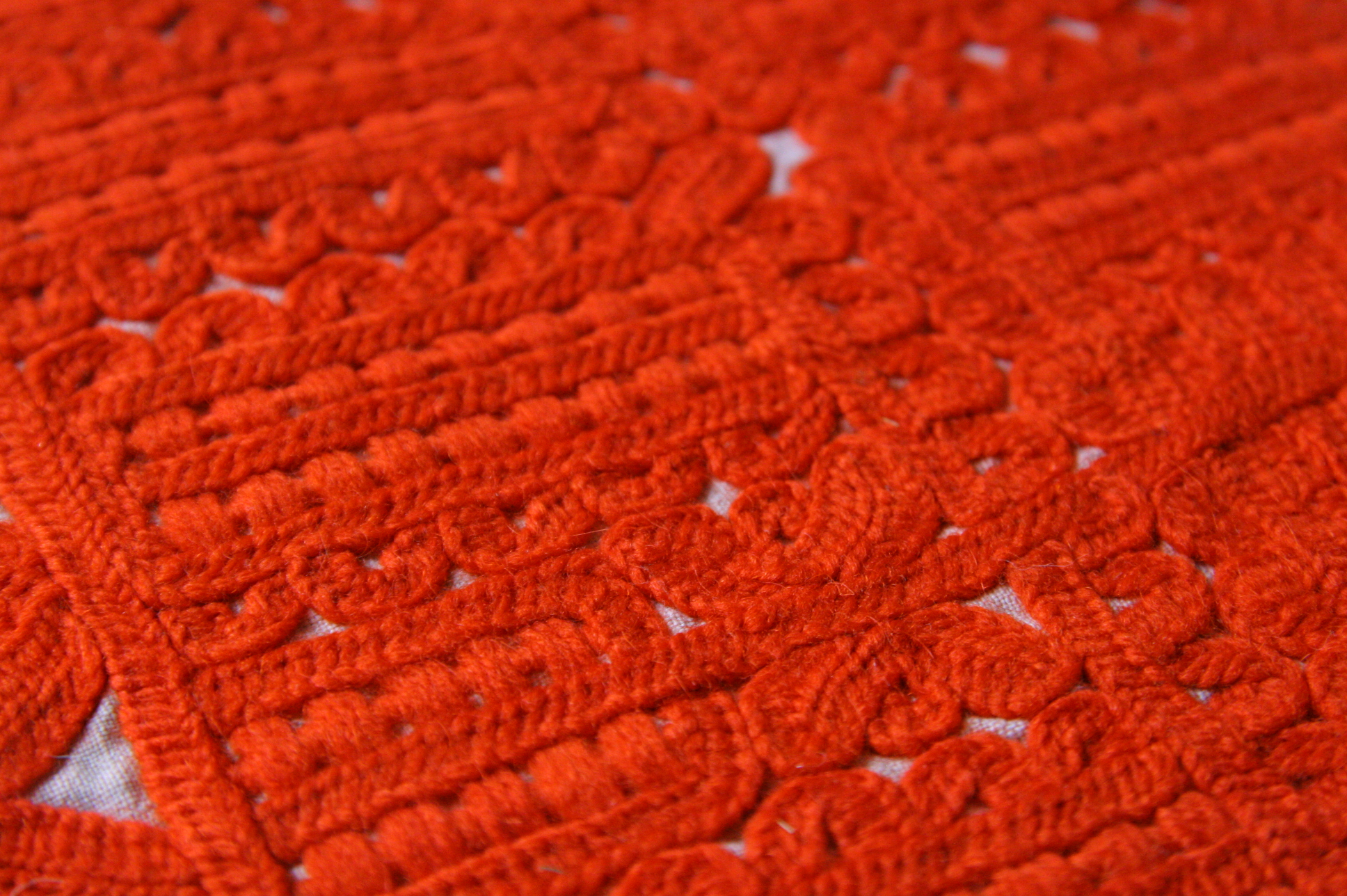
Kalotaszegi vőfélykendő nyitott láncöltéssel (nagyírásos) varrt részlete (20. sz. eleje).

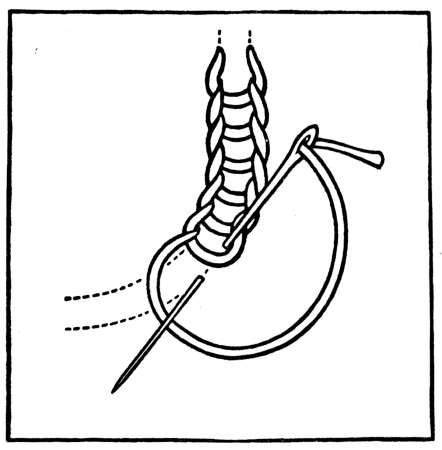
Nyitott láncöltés

A nyitott láncöltés kissé szélesebb sort alkot, mint az eredetileg leírt minta. Átmenet a hurok- és láncöltés között. Az első hurok megképzése utáni szemet nem a hurokban indítjuk, hanem attól jobbra, a hurok külső oldalán szúrjuk le a tűt, és szokás szerint az első láncszem görbülete után öltünk fel. A felöltésnek mindig a rajzolt minta vonalán kell haladnia, míg a melléöltés a jobb kéz felé eső szélesítést adja. Az elkészített mintánál a szemek bal oldali része magasabban helyezkedik el, a jobb oldali része az anyagra simul.

### Kétirányú nyitott láncöltés
A kétirányú nyitott láncöltéssor képzéséhez először két szélesebb nyitott láncszemet készítünk (már az első láncszem képzésénél is melléöltünk, attól lesz nyitott), amelyből az egyik kissé jobbra tolódik. A harmadik nyitott láncszemet úgy hímezzük, hogy az első alá kerüljön. Ehhez a tűt fordított dőlésirányban szúrjuk az anyagba, és a hímzőfonalat is fordított irányban hajtjuk a tű alá. Ezután váltakozva ismételjük a szemeket, figyelve, hogy az öltéspontok mindig egy vonalban legyenek a fentiekkel. A hátoldalon az ellentétes irányú öltések egymás fel dőlő vonalkái fognak látszódni.

## Írásos öltések
Az írásos öltések láncöltésszerű zsinórhímzések, amelyet a mintától függően jobbra-balra kiszélesítenek.

### Kisírásos öltés
Nagyon hasonlít a nyitott láncöltés hímzéséhez, de nem a hurok külső részéhez szúrva szélesítjük meg az öltést, hanem a lazán hagyott hurkot húzzuk kissé szét, s a hímzőfonal tövével egy vonalban, attól 2–3 mm-rel jobbra öltünk le, azonos távolságban fogva közre az előrajzolt vonalat. A hímzés akkor lesz egyenletes, ha a le- és felöltések mindig egyenlő távolságra vannak a középen helyezkedő mintavonaltól. A hátoldalon egész apró ferde öltések fogják jelezni a mintavonalat, a színoldalon 3–4 mm szélességben mindkét szélén huroksorral záródó öltést kapunk. A minta testünktől távolodva alakul ki.

### Nagyírásos öltés
Technikájában teljesen megegyezik a kisírásos öltéssel, csak a tűre vett szálak megnövelésével (6–8 mm) a láncszemet jobban széthúzzuk.

## Mezőségi láncöltés
A mezőségi láncöltés az írásos öltés féloldalon láncöltéssel csipkézett változata. Úgy indítjuk el, mintha írásost kezdenénk, csak nem rögzítjük le a szálat. Nagyon lazára hagyott hurokját jobb felé kihúzzuk és magunk fele csavarjuk, így a vízszintesen helyezkedő hímzőfonal leszorítja a hurok szárát. A keletkezett láncszemen anyagba öltés nélkül balról jobbra és a leszorított szál alá szúrva átfűzzük a tűt, s hogy a fonal lazán maradjon, bal felől hüvelykünkkel lefogjuk. Utána teljesen hasonlóan az írásoshoz öltünk vissza a láncszembe, csak most beszúrjuk az anyagba a tűt a kezdő öltések fölött, mely az eddig lefogással tartott hurkot véglegesen rögzíti a bal oldalon. Jobb felől a megtérülő szál újabb láncszembe csavarodik, s ennek segítségével szabályozhatjuk az írásos rész kellő feszességét. Ezzel a mintával csak ingek nyakpántját szokás eldolgozni.